# Fransures
Fransures là một xã ở tỉnh Somme, vùng Hauts-de-France, Pháp.

## Địa lý
A very small village Xã này tọa lạc 15 dặm Anh về phía nam của Amiens bên đường ô tô A16 và trên đường D109.

## Dân số
| 1962                                                         | 1968 | 1975 | 1982 | 1990 | 1999 |
| ------------------------------------------------------------ | ---- | ---- | ---- | ---- | ---- |
| 73                                                           | 81   | 72   | 56   | 84   | 107  |
| Số liệu điều tra dân số từ năm 1962, dân số không tính trùng |      |      |      |      |      |